# أتسوغة سيبولدية

أتسوغة سيبولدية (الاسم العلمي:Tsuga sieboldii) هي نوع من النباتات يتبع جنس الأتسوغة من فصيلة الصنوبرية.